# Serge Piollet
 (mai 2019).
Si vous disposez d'ouvrages ou d'articles de référence ou si vous connaissez des sites web de qualité traitant du thème abordé ici, merci de compléter l'article en donnant les références utiles à sa vérifiabilité et en les liant à la section « Notes et références ».
Serge Piollet est un réalisateur de cinéma français, né le 23 mai 1937 à Paris,.

## Biographie
Serge Piollet débute comme assistant-réalisateur, notamment pour Gilles Grangier, mais aussi pour Anatole Litvak, John Frankenheimer et Yves Allégret. C'est grâce à ce dernier que Piollet réalise Bang-bang (1967) avec Sheila, qui malgré son succès populaire sera un frein dans sa carrière de metteur en scène, perçu dès lors comme réalisateur de commande. Il dirigera par la suite de nombreux documentaires et courts-métrages distribués en salle ou à la télévision comme Musique pour une ville sur la ville de Munich pour Frédéric Rossif, Portrait de Jean-Louis Barrault, Fait d’Hiver, Les arènes du ciel. 
Serge Piollet a aussi écrit sept scénarios de longs-métrages, sans jamais parvenir à conjuguer disponibilités d'acteurs et financements. Il a par ailleurs rédigé cinq romans en refusant toujours d’être publié à compte d’auteur. Son livre C’était quand déjà ? (Ed. Société des Écrivains) est paru en 2003. En 2020, Serge Piollet publie un nouveau roman disponible en livre numérique, La Terrasse des Tamaris.

## Vie privée
Serge Piollet s'est marié en secondes noces avec Anne-Marie Varro, psychanalyste et psychiatre. Il est le père de Marc Piollet (né en 1962, fils de Hélène Liebermann), chef d’orchestre et de Fabrice Piollet (né en 1985), avocat d’affaires.

## Filmographie

### Comme réalisateur

#### Longs et moyens-métrages
- 1967 : Bang-bang
- 1968 : Jean-Louis Barrault (documentaire, censuré en France)
- 1969 : Musique pour une ville (documentaire, 2e chaîne)
- 1973 : Nationales interdites (documentaire, 3e chaîne)
- 1974 : Lances d'Oc (documentaire, 3e chaîne)
- 1975 : La pluie sur la dune (téléfilm, A2)

#### Courts-métrages institutionnels
- 1980 : Le temps de vivre
- 1982 : Nuisances et nuances
- 1984 : Les Arènes du Ciel
- 1984 : Fait d'hiver

### Comme assistant-réalisateur
- 1961 : Le cave se rebiffe de Gilles Grangier
- 1961 : La Croix des vivants d'Ivan Govar
- 1962 : Le Couteau dans la plaie d'Anatole Litvak[5]
- 1963 : La Cuisine au beurre de Gilles Grangier
- 1963 : Maigret voit rouge de Gilles Grangier
- 1964 : L'Âge ingrat de Gilles Grangier
- 1964 : Le Train de John Frankenheimer (non crédité)
- 1965 : Train d'enfer de Gilles Grangier
- 1966 : Grand Prix de John Frankenheimer
- 1966 : Paris brûle-t-il? de René Clément (assistant sur la deuxième équipe)
- 1967 : Boeing Boeing de John Rich
- 1967 : Max le Débonnaire (série TV) - épisodes De quoi j'me mêle d'Yves Allégret et Un bon petit jules de Gilles Grangier